# Тридесет и първи пехотен варненски полк
Тридесет и първи пехотен силистренски полк е български пехотен полк, формиран през 1900 година и взел участие в Балканската (1912 – 1913), Междусъюзническата (1913), Първата (1915 – 1918) и Втората световна война (1941 – 1945).

## Формиране
Тридесет и първи пехотен силистренски полк е формиран през 1900 година във Варна под името Седми пехотен резервен полк в състав четири пехотни и една погранична рота. На 29 декември 1903 година с указ №84 на княз Фердинанд I се развръща от една в две дружини и се преименува на 31-ви пехотен варненски полк. Установява се на гарнизон в Добрич и е част от състава на 2-ра бригада на 4-та пехотна преславска дивизия

## Балкански войни (1912 – 1913)
Бойното му кръщение е по време на Балканската война (1912 – 1913), по време на която е командван от полковник Марко Марков.
Името на полка се свързва с боевете при Селиолу, Караагач, Тарфа, Лозенград, Гечкинли, Петра и Чаталджа.

## Първа световна война (1915 – 1918)
Полкът взема участие в Първата световна война (1915 – 1918) в състава на 1-ва бригада от 4-та пехотна преславска дивизия.
На 15.09.1915 в Ески Джумая се явават повиакните от 31. пехотен полк чинове поради общата мобилизация. Командир на полка е полковник Динолов. Полкът тръгва в поход и на 19.09.1915 е в Теке махле където е до месец май, след това заминава за с. Кара Арнаут. През август полкът преминава през Юниз абдал, с. Завет, Караагач. През октомври се водят сражения при Дандар и Тутраканските позиции, настъпват източно от с. Абдулар и Кокарджа. През май 1918 полкът е в Крушовица. На 12.09.1918 демобилизира в Силистра. При намесата на България във войната полкът разполага със следния числен състав, добитък, обоз и въоръжение:
| Числен състав                                       | Добитък   | Обоз                                                    | Въоръжение                           |
| --------------------------------------------------- | --------- | ------------------------------------------------------- | ------------------------------------ |
| Офицери: 56 Чиновници: 4 Подофицери и войници: 5063 | Коне: 552 | Обикновени коли: 56 Товарни коли: 310 Специални коли: 4 | Пушки и карабини: 4306 Картечници: 4 |

Участва в превземането на Тутракан.
През есента на 1919 година, когато Силистра е предадена на Румъния, полкът е разформиран.
След Крайовската спогодба (1940) отново се възстановява от състава на 8-и Приморски полк, гр. Варна и се установява в гр. Силистра с новото си име 31-ви пехотен силистренски полк.

## Втора световна война (1941 – 1945)
През 1940 година полкът е формиран отново, под името силистренски и се установява на постоянен гарнизон в Силистра. През 1941 и 1944 е на Прикриващия фронт в района на Александрово, Зорница, Маломирово, Голям Дервент и Лалково. Участва в двете фази на заключителния етап на Втората световна война в състава 12-а пехотна дивизия от Първа Българска Армия. Полкът си спечелва името „железният“ по време на боевете при Драва, Мур и с. Ястребци. Участва в боевете при Липовица, Горно Кърино, Прищина и Чекел. Загубите, дадени от полка през Втората световна война, са 1333 души убити, ранени и безследно изчезнали при обща численост от 2300 войници, сержанти и офицери. Краят на войната заварва 31 Силистренски полк в Австрия.
Командир на полка през Втората световна война е полковник Димитър Векиларчев. Тогава полкът се състои от три дружини:
- Първа дружина с командир подполковник Димитър Карамаждраков;
- Втора дружина с командир капитан Богдан Богданов;
- Трета дружина с командир капитан Евгени Митов.

Тридесет и първи пехотен варненски полк е разформиран в Силистра на 28 юли 1945 година.

## Наименования
През годините полкът носи различни имена според претърпените реорганизации:
- Седми пехотен резервен полк (1900 – 29 декември 1903)
- Тридесети и първи пехотен варненски полк (29 декември 1903 – 1919)
- Тридесети и първи пехотен силистренски полк (1940 – 1945)

## Командири
Званията са към датата на заемане на длъжността.
| №  | звание       | име                | дати                                                 |
| -- | ------------ | ------------------ | ---------------------------------------------------- |
| 1. | Подполковник | Димитър Кирков     | от 1900                                              |
|    | Капитан      | Иван Петров        | от 1900                                              |
|    | Полковник    | Анастас Маслинков  | към 1904                                             |
|    | Полковник    | Марко Марков       | 1912 – март 1914                                     |
|    | Подполковник | Петър Динолов      | от октомври 1914                                     |
|    | Полковник    | Иван Караенев      | Първа световна война                                 |
|    | Полковник    | Иван Петров        | Първа световна война                                 |
|    | Подполковник | Ангел Сребров      | Първа световна война                                 |
|    | Полковник    | Димитър Янчев      | 1936 – 1938                                          |
|    | Полковник    | Христо Козаров     | 1940 – 1943                                          |
|    | Полковник    | Димитър Векиларчев | 1943 – 4 декември 1944                               |
|    | Полковник    | Никола Ботев       | от 4 декември 1944 до края на Втората световна война |
|    | Полковник    | Щерю Атанасов      | към 1945                                             |
|    | Подполковник | Тодор Тодоров      | 1947 – 1947 (временно)                               |

Други командири: Петър Влахов